# Dildotaenia latovarium
Dildotaenia latovarium är en plattmaskart som beskrevs av Dronen, Schmidt, Allison och Mellen 1988. Dildotaenia latovarium ingår i släktet Dildotaenia och familjen Hymenolepididae. Inga underarter finns listade i Catalogue of Life.